# Thank You (phim truyền hình)
Thank you(Hangul: 고맙습니다; RR: Go-map-seup-nida). Là một  phim truyền hình Hàn Quốc năm 2007 với sự tham gia của Jang Hyuk, Gong Hyo-jin, Seo Shin Ae, Shin Sung-rok và Shin Goo. Phát sóng trên đài MBC từ ngày 21 tháng 3 đến 10 tháng 5 năm 2007 vào thứ Tư và thứ Năm lúc 21:55 cho 16 tập phim.

## Mức độ phổ biến
Sự nóng lên của phim là sự trở lại thành công nam diễn viên Jang Hyuk sau scandal trốn nghĩa vụ quân sự.Anh đã đạt được sự đồng cảm của người xem sau khi đóng vai một
bác sĩ tự làm trung tâm mà cuộc sống đã thay đổi khi anh gặp một người mẹ đơn thân và con gái  dương tính với HIV của mình.Gong Hyo Jin cũng được đánh giá cao khi diễn vai này vì đã có một số nữ diễn viên đã từ chối tham gia,một phần cũng vì scandal của Jang Hyuk.Vai diễn người mẹ kiến hình ảnh của Hyo Jin trở nên mềm yếu,nhưng diễn xuất của Hyo Jin làm cho bộ phim không trở nên quá sướt mướt và cũng một phần giúp phim vượt lên vị trí cao nhất trong những phim chiếu cùng khung giờ.

## Nội dung
Bác sĩ Min Gi-seo (Jang Hyuk) là một bác sĩ phẫu thuật có nền và tài năng vượt trội giàu có khiến cho anh ta kiêu ngạo  với nhiều người, cho đến khi khi bạn gái của anh Ji-min (Choi Kang-hee) chết vì ung thư sau khi anh thất bại trong việc cứu cô trên bàn mổ, bị ám ảnh bởi lời thú nhận của bạn gái rằng cô đã vô tình khiến một cô bé nhiễm HIV vì đã lỡ truyền máu bị nhiễm bẩn khi cô một năm thực tập y tế trước đây và cô đã im lặng về sai lầm của mình. Đau buồn và cần phải đền bù thay cho Ji-min,  Gi-seo tìm kiếm cô bé Bom t (bloom tiếng Hàn Quốc có nghĩa là "mùa xuân"), và thấy cuộc sống của em trên đảo Pureun-do ("Đảo xanh"). Mới lên 8  tuổi Bom (Seo Shin Ae) là ngây thơ không biết gì về tình trạng của mình, và em sống hạnh phúc với mẹ Young-shin (Gong Hyo-jin), và ông cố của em ông Lee (Shin Goo) người luôn đi lang thang và yêu chiếc bánh sô cô la. Kể từ khi Bom được chẩn đoán mắc HIV,Young-shin(mẹ Bom) đã làm việc chăm chỉ để chăm sóc cho con gái và ông nội,  và cố giữ một khuôn mặt mạnh mẽ và  vui vẻ mặc dù hoàn cảnh nghèo túng và những khó khăn của một người mẹ độc thân. Young-Shin luôn luôn giữ bí mật về cha Bom, nhưng trong cộng đồng nhỏ của Pureun-do, những tin đồn đang lan tràn rằng  cha Bom là Choi Seok-hyun (Shin Sung-rok), con trai của người phụ nữ giàu nhất  (Kang Boo-ja) trong thị trấn. Seok-hyun đang sống tại Seoul với vị hôn thê của mình (Kim Sung-eun), cho đến khi anh có việc phải trở lại đảo sau một thập kỉ. Khi nhìn thấy Young-Shin  lần nữa, Seok-hyun không nghĩ rằng cô đã có một đứa con, và khẳng định với cô rằng Bom không phải con mình. Và thế là con đường của họ tiếp tục cách xa. Trong khi đó, để chăm sóc cho Bom, Gi-seo quyết định thuê một phòng ở nhà Young-shin. Lúc đầu, anh chế giễu dường như mọi thứ đều lạc hậu.Cảm nhận được sự tốt bụng của gia đình Young Shin, anh có cách nghĩ khác về cuộc sống. Gi-seo thấy mình dần thay đổi và rơi vào tình yêu với Young-shin. Nhưng khi người dân thị trấn sau đó biết rằng Bom bị HIV, họ bắt đầu sợ hãi và phân biệt đối xử với gia đình Bom.

## Diễn viên
- Jang Hyuk vào vai Min Gi-seo
- Gong Hyo-jin vào vai Lee Young-shin
- Seo Shin-ae vào vai Lee Bom,con gái Young-shin
- Shin Sung-rok vào vai Choi Seok-hyun
- Shin Goo vào vai Mr. Lee / Lee Byung-gook, ông nộiYoung-shin
- Kang Boo-ja vào vai Kang Gook-ja, mẹ Seok-huynk
- Kim Sung-eun vào vai Seo Eun-hee, hôn thê của Seok-hyun
- Ryu Seung-soo vào vai Oh Jong-soo, bác sĩ địa phương đảo Prudo
- Jo Mi-ryung vai Park So-ran, y tá
- Kim Ha-kyun vai Park Taek-dong, người bán hàng
- Jeon Won-joo vai Song Chang-ja,  người hàng xóm của ông Lee
- Kim Ki-bang vai Song Doo-seob, con trai Chang-ja
- Kil Yong-woo vai Min Joon-ho, bố Gi-seo
- Hong Yeo-jin vai Kang Hye-jung,mẹ Gi-seo
- Yoo Min-ho vai Lee Young-woo,anh trai Young-shin
- Yang Hyun-woo vai Choi Young-joo,cháu Seok-hyun
- Yoo Yeon-mi vais Bo-ram, bạn của Bom
- Choi Kang-hee vai Cha Ji-min, bạn gái Gi-seo (cameo, ep 1)
- Kim Su-ro vai  anh em nhiếp ảnh gia của tiến sĩ Oh  (cameo, ep 16)